# Villanueva de Perales
Villanueva de Perales és un municipi de la Comunitat de Madrid. Limita amb els municipis de Villamanta, Navalagamella i Villamantilla.

## Demografia
| 1991 | 1996 | 2001 | 2004 |
| ---- | ---- | ---- | ---- |
| 341  | 7913 | 550  | 939  |